# Oranjepop
Oranjepop is een Koningsdagfestival in de Nederlandse stad Nijmegen. Bij de eerste editie in 1999 waren er zo'n 800 bezoekers. In 2007 waren er ongeveer 5000 bezoekers.

## Geschiedenis
Het festival is opgericht in 1998 door studenten van NCSV Diogenes die ook initiatiefnemer en medeorganisator was van de Valkhofaffaire.
Na een tijdje werd er een samenwerking gestart met Stichting PAN (Promotie Amateurmuziek Nijmegen). De werktitel voor het project werd Diopanje. De eerste editie van Oranjepop werd op 30 april 1999 gehouden onder de titel "Koninginnedagfestival", aan de Van Schaeck Mathonsingel voor het toenmalige pand van de studentenvereniging Diogenes.
In 2000 werd het festival verplaatst naar het Julianaplein. Inmiddels was ook organisatie poppodium Merleyn aangesloten bij het festival. De naam van het festival werd omgedoopt in "Oranjepop". In 2001 verhuisde Oranjepop maar het Marienburgplein in het centrum van de stad. De organisatie bestond toen uit Diogenes, Stichting PAN,  Merleyn, Lux en Doornroosje. In 2003 werd wederom een andere locatie gevonden, De Hessenberg, en was de organisatie van het festival in handen van Diogenes en Merleyn. 
In 2004 werd organisatie van het festival min of meer onafhankelijk van de achterliggende verenigingen door de oprichting van stichting "'t PACT". In 2006 werd het festival opnieuw verplaatst, nu naar de Waalkade. Sinds 2007 wordt het festival georganiseerd in het Hunnerpark. Het was een gratis festival. Vanaf 2011 kende het festival een vrijwillige entreebijdrage en sinds 2013 een vaste entreeprijs. 